# Russellville (Kentucky)
Russellville – miasto w Stanach Zjednoczonych, w stanie Kentucky, siedziba administracyjna hrabstwa Logan.